# المدرسة الكلاسيكية الحديثة
المدرسة الكلاسيكية الحديثة وأحيانا يسمى ببساطة الاقتصاد الكلاسيكي الجديد (بالإنجليزية: New classical macroeconomics)‏، هي مدرسة الفكر في الاقتصاد الشامل أن يبني تحليله تماما على إطار الكلاسيكي الجديد على وجه التحديد، فإنه يشدد على أهمية الأسس الصارمة على أساس الاقتصاد الجزئي، خصوصا التوقعات العقلانية.
الاقتصاد الكلي الكلاسيكية الجديدة يسعى جاهدة لتوفير أسس الاقتصاد الجزئي الكلاسيكي الجديد لتحليل الاقتصاد الكلي. هذا هو على النقيض مع منافستها المدرسة الكينزية الجديدة التي تستخدم بعض الأسس مثل الحساسية والأسعار والمنافسة غير الكاملة لتوليد نماذج الاقتصاد الكلي مماثلة في وقت سابق مثل الكينزية.

## التاريخ
الاقتصاد الكلاسيكي هو مصطلح يستخدم لأول مدرسة حديثة للاقتصاد. ويعتبر نشر آدم سميث في كتابه ثروة الأمم في عام 1776 اساس ميلاد المدرسة. لعل الفكرة المركزية وراء ذلك هو على قدرة السوق ل يكون فضلا عن كونها المؤسسة الأكثر متفوقة في تخصيص الموارد التصحيح الذاتي. افتراض ضمني المركزي هو: أن جميع الأفراد تعظيم النشاط الاقتصادي.
ما يسمى الثورة الهامشية التي حدثت في أوروبا في أواخر القرن 19، بقيادة كارل منجر، وليم ستانلي جيفونز، ويون وارلس، أدت إلى ما يعرف باسم الاقتصاد الكلاسيكي الجديد. هذه الصيغة الكلاسيكية الجديدة كما تم رسميا من قبل ألفريد مارشال. ومع ذلك، كان التوازن العام من وارلس التي ساعدت يصلب البحوث في العلوم الاقتصادية كمشروع الرياضية واستنتاجي، فإن جوهر الذي لا يزال الكلاسيكي الجديد وتشكل ما هو موجود حاليا في تعميم الكتب المدرسية الاقتصاد ل هذا اليوم.
تهيمن على المدرسة الكلاسيكية الجديدة مجال حتى الكساد الكبير. ثم، ومع ذلك، مع نشر النظرية العامة لل توظيف والفائدة والمال عن طريق جون ماينارد كينز في عام 1936، رفضت بعض الافتراضات الكلاسيكية الجديدة. اقترح كينز إطار المجمعة لشرح سلوك الاقتصاد الكلي، مما يؤدي بالتالي إلى التمييز الحالي بين الجزئي والاقتصاد الكلي. أهمية خاصة في نظريات كينز كان شرحه السلوك الاقتصادي كما يجري أيضا بقيادة «الغرائز الحيوانية». في هذا المعنى، فإنه يقتصر دور ل ما يسمى عقلانية (تعظيم) وكيل.
شهدت فترة ما بعد الحرب العالمية الثانية تنفيذ واسع النطاق للسياسة الاقتصادية الكينزية في الولايات المتحدة وبلدان أوروبا الغربية. كان أفضل تنعكس هيمنتها في الميدان الذي 1970s من قبل البيان المثير للجدل نسبت إلى الرئيس السابق ريتشارد نيكسون والخبير الاقتصادي ميلتون فريدمان: «نحن جميعا من أتباع كينز الآن».
نشأت مشاكل في السبعينيات وأوائل الثمانينات عندما وقع الركود التضخمي. يحدث الركود التضخمي عندما البطالة والتضخم مرتفعة في نفس الوقت على حد سواء. العقد من السبعينيات شهدت ارتفاع أسعار النفط الناجم عن حظر نفطي أوبك على الولايات المتحدة. سبب هذا الحظر النفطي تسبب كلا ارتفاع معدلات التضخم والانكماش الاقتصادي الحاد التي تحولت في ارتفاع معدلات البطالة. كانوا في حيرة من أتباع كينز من قبل اندلاع الركود التضخمي لأن منحنى فيليبس الأصلي استبعد المتزامنة ارتفاع معدلات التضخم وارتفاع معدلات البطالة.